# Unida/Dozer
Unida/Dozer is een splitalbum door de bands Unida en de Zweedse stonerrockband Dozer.
The Best Of Wayne-Gro is de eerste ep van Unida. Het is later een deel van een splitalbum geworden met de Zweedse band Dozer. Dit werd de Unida/Dozer Double EP (The Best Of Wayne-Gro/Coming Down The Mountain) die op 20 april 1999 uitkwam.

## Nummers
tracklist
Unida – The Best Of Wayne-Gro
1. Flower Girl 4:43
2. Red 4:28
3. Delta Alba Plex 4:35
4. Wet Pussycat (oorspronkelijke versie) 6:09

tracklist
Dozer – Coming Down The Mountain
1. Headed For The Sun 4:04
2. Calamari Sidetrip 5:04
3. From Mars 3:01
4. Overheated 4:08

## Bezetting
- John Garcia - zang
- Dave Dinsmore - basgitaar
- Arthur Seay - gitaar
- Miguel Cancino - drum